# Hudson Leick
Hudson Leick (ur. 9 maja 1969 w Cincinnati (USA)) – amerykańska modelka i aktorka, instruktor jogi.
Od osiemnastego roku życia pracowała jako modelka w Rochester i w Tokio. W dwudziestym roku życia podjęła naukę w szkole aktorskiej Neighborhood Playhouse. W tym czasie zaczęła grywać na deskach Community Theather w Rochester. Zagrała również w kilku filmach i serialach telewizyjnych, z czego najbardziej znana jest rola Callisto w serialu Xena: Wojownicza księżniczka.

## Filmografia
- (2012) Mid Life Gangster jako Alexis
- (2010) Śmierć w blasku sławy jako Coco De Ville
- (2008) One, Two, Many jako Darla
- (2008) Unconditional jako Alice
- (2007) Poświęcona ziemia (wideo) jako Sarah
- (2006) A.I. Assault (TV) jako Tiffany Smith
- (2003) Lords of Everquest (Gra wideo) jako Lady Leisen
- (2001) Kamienne serce jako Julia
- (1999) Stopień ryzyka jako Vaughn
- (1999) Blood Type jako Tiffanie
- (1997) After the game jako Grace
- (1996) Dangerous Cargo jako Carla
- (1995) Xena: Wojownicza księżniczka (serial TV 1995 – 2001) jako Callisto / Xena
- (1995) Klinika uniwersytecka (serial TV 1995 – ) jako Tracy Stone
- (1994) Rycerz 2010 jako Hannah

Źródło